# Крылова, Элла Николаевна
Э́лла Никола́евна Крыло́ва (род. 1 февраля 1967, Москва) — русская поэтесса, прозаик, литературный критик.

## Биография
Родилась 1 февраля 1967 года в Москве в семье технической интеллигенции: мать Екатерина Никитична Крылова — инженер-конструктор и художница; отец Серёгин Николай Аминович — инженер-механик, кандидат технических наук. С 1974 по 1976 год с семьёй жила в городе Мончегорске Мурманской области, в 1979 по 1980 год — в Усинске (Республика Коми). В школе училась на "отлично". По окончании школы в вуз поступать не захотела: "Меня учить - только портить". Работала лаборантом в НИИ высшей нервной деятельности и нейрофизиологии Академии Наук СССР, инструктором журнальной группы отдела распространения издательства "Известия", оператором ЭВМ в ВЦ "Энергостройпром", референтом директора Научно-внедренческой фирмы "СТИВ". С 1990 года замужем за подполковником Космических войск Гремяко Сергеем Владимировичем, являвшимся директором творческого объединения «Театр авторской песни», созданного им в 1986 году совместно с Ю. Лоресом.
С 15 апреля 2019 — вдова.
В 1973 крещена в Православие. В 2011 приняла Буддизм.
С 2022 стала заниматься благотворительностью, оказывая помощь кошачьим приютам, брошенным детям и разрушенным храмам.
В 2020—2022 гг. писала и публиковалась под именем Элла Крылова-Гремяка, прибавив к своей фамилии фамилию умершего супруга. Добилась славы и под этим именем: осенью 2020 издательство «Эксмо» выпустило пять книг её прозы. Эти книги стали хитами продаж.
Дебютировала как поэт в журнале «Знамя» в 1991 году. Дебютировала как прозаик в журнале "День и ночь" (Красноярск) в 2005 году.
В 1991 выступала с чтением стихов на Всесоюзном радио, в 1998-м — на Петербургском, в 2000-м — на католическом радио «Мария» и на православном «Град Петров». Также выступала в Доме Ахматовой (СПб.), в Интерьерном театре (СПб), в Доме творчества в Переделкино, в залах магазинов «Библио-глобус» и Книжная лавка писателей (Москва), в Булгаковском доме, в ВЦ «Тушино» (Москва).
В 1993—2004 годах жила в Санкт-Петербурге. С 2004 года живёт в Москве.
С 1998 года член Союза писателей Санкт-Петербурга; с 2014 — член Союза писателей XXI века и Российского союза писателей.
в 2024 собрание стихов Эллы Крыловой "Райские яблоки" (1143 страницы) принято в Музей современной истории России.
31 июля 2024 творческий архив Эллы Крыловой передан Центральному государственному архиву города Москвы.

## Публикации
Элла Крылова — автор более ста девяноста публикаций в таких российских журналах, как «Знамя», «Дружба народов», «Арион», «Новый мир», «Золотой век», «День и ночь» (Красноярск), «Вестник Европы», «Звезда», «Ковчег» (Ростов-на-Дону), «Зинзивер», «Дети Ра»; в газетах: «Цирк „Олимп“» (Самара), «Литературная газета», «Поэтоград»; в антологиях: «Строфы века», «Земляки», «Аничков мост» (Санкт-Петербург), «45-я параллель» (Ставрополь), «Поцелуй Эрато», а также в зарубежных изданиях: «Вестник русского христианского движения» (Франция), «Время и мы» (США), «Millelibri» (Италия), «Tuli & Savu» (Финляндия), «Russian women poets» (Великобритания, США), «Borussia» (Польша), «Согласование времён» (Германия), «Поэзия третьего тысячелетия» (Германия).
На её творчество откликнулись приветственными отзывами Юрий Лорес, Иосиф Бродский (книга В. Полухиной «Иосиф Бродский глазами современников», с.205) Виктор Кривулин («Цирк „Олимп“», Самара, 1995), Семён Липкин («Литературная газета», 1993) На творчество Крыловой Папа Римский Иоанн Павел II отозвался письменным благословением (письмо из Ватикана от 18.12.2000.) Отмечена в рейтинге «лучшие поэтессы XX века» (журнал «Стас» № 5, 1997). 
Стихи переведены на итальянский, финский, польский, английский, французский, японский, болгарский языки, на иврит. 
Стихи и проза публиковались также в премиальных альманахах «Поэт года», «Писатель года», «Наследие» (Российский Императорский Дом). Автор ста двадцати пяти книг стихов и прозы.
Первая награда - приз на победу в городском конкурсе эрудитов (1976, Мончегорск).
Четыре года подряд (1999-2002) финалист петербургской литературной премии "Северная Пальмира". Четырежды (2014,2015, 2019 и 2022) финалист российской национальной премии "Поэт года".
Лауреат международного конкурса «Согласование времён» (Германия, 2011), премии газеты «Поэтоград» (Москва, 2012), премии журнала «Зинзивер» (Санкт-Петербург, 2015). Награждена медалями Российского союза писателей: имени М. Ю. Лермонтова (Москва, 2017), Пушкинской медалью «Александр Пушкин. 220 лет» (Москва, 2019) «за вклад в развитие русской литературы», медалью «Анна Ахматова. 130 лет» (Москва, 2020), медалью «Иван Бунин. 150 лет» за значительный вклад в русскую литературу, медалью Достоевского «Фёдор Достоевский. 200». за значительный вклад в русскую литературу, медалью «Марина Цветаева.130». Награждена (трижды) звездой «Наследие» за литературную деятельность в духе традиций русской культуры, медалью «Святая Русь» (дважды), медалью за значительные литературные достижения «Просветители Кирилл и Мефодий», золотой медалью "Россия" за заслуги в области культуры, медалью Булгакова "Мастер своего дела", медалью Д.С. Лихачёва за вклад в культурно-историческое наследие, медалью Константина Паустовского "Видеть необычное в обычном", медалью "За верность профессии", медалью Солженицына "за свободомыслие".

## Отзывы
Стих Крыловой сложен, резко ассоциативен, но никогда не заумен, потому что умён. Автор так ценит мысль, так жаждет её, что порой и музыку подчиняет мысли. С юношеским бесстрашием (да и с насмешкой над собой) Крылова признаётся: «Я жажду смысла. Даже если смысл/ не столько трансцендентен, сколько кисл». Истинная поэзия – в сочетании острой, головокружительной новизны с бескорыстным и упрямым утверждением того, что было до тебя и что не умирает. Если придерживаться этого правила, то «Прощание с Петербургом» следует признать событием в современной русской поэзии, —писал Семён Липкин.
Виртуозное владение поэтической формой (разнообразная ритмика, сложная строфика, изысканная рифмовка, богатая аллитерированность, роскошная звуковая фактура стиха) не является главным достоинством стихов Крыловой, которые, в отличие от подавляющего большинства современной поэтической продукции, содержательны в лучшем смысле этого слова. Это редкая для нашего времени подлинно философская поэзия, поэзия безжалостной и оголённой мысли, принимающей подчас вид причудливый, сюрреалистически-деформированный, но именно потому – актуальный, —высказался Виктор Кривулин.